# Campylonotidae
Campylonotidae is een familie van kreeftachtigen uit de klasse van de Malacostraca (hogere kreeftachtigen).

## Geslacht
- Campylonotus Spence Bate, 1888